# أرت مالون (لاعب كرة قدم أمريكية)
أرت مالون (بالإنجليزية: Art Malone)‏ هو لاعب كرة قدم أمريكية أمريكي، ولد في 20 مارس 1948 في تايلر في الولايات المتحدة، وتوفي في 27 يوليو 2012.

## وصلات خارجية
- أرت مالون على موقع مرجع كرة القدم المحترفة.كوم (الإنجليزية)